# بوران (فضاپیما)

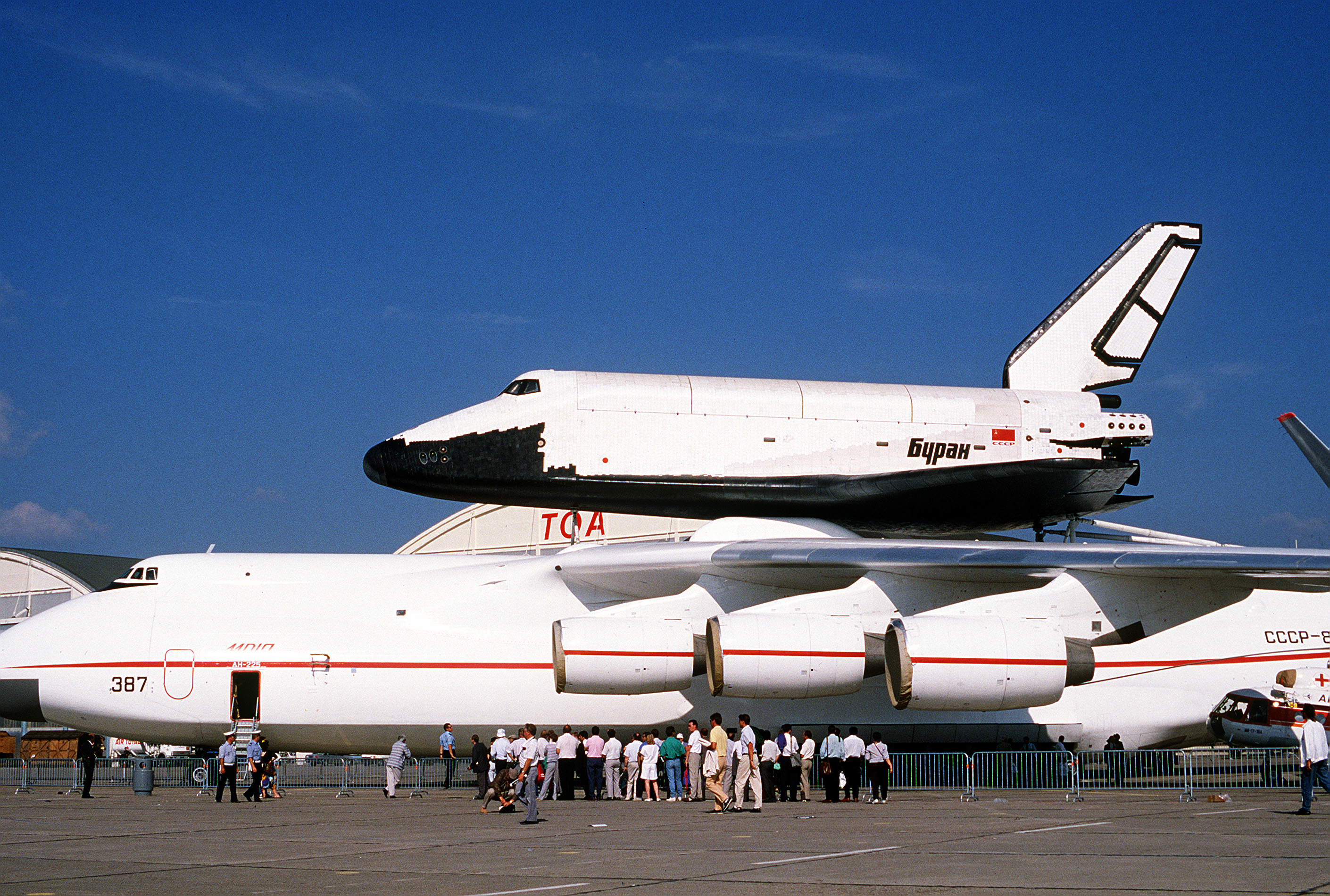
فضاپیمای بوران برپشت هواپیمای آنتونوف An-225.

فضاپیمای بوران (به روسی: Буран به همان معنای بوران در فارسی) یکی از فضاپیماهای شاتل اتحاد شوروی است. بوران تنها شاتل فضایی شوروی بود که به‌طور کامل ساخته، و در مدار زمین آزمایش شد. این فضاپیما برای اولین بار در ۱۵ نوامبر ۱۹۸۸ (۲۴ آبان ۱۳۶۷) در مدت ۳ ساعت و ۴۰ دقیقه بدون سرنشین در خارج از جو زمین پرواز کرد و و سپس در فرودگاه بایکونور قزاقستان به همراه یک فروند میگ ۲۵ —که فضا پیما را از ارتفاع ۲۰ کیلومتری سطح زمین تا لحظهٔ فرود اسکورت می‌کرد— به زمین نشست. بوران تنها هواپیمای فضایی است که برخاست، فرود و پرواز مداری بدون خدمه و در حالت خلبان خودکار انجام داده است و از این بابت، نامش در رکوردهای گینس به ثبت رسیده است.

## برنامه شاتل فضایی شوروی
برنامه بوران هم‌زمان با پروژه شاتل آمریکا در دهه ۷۰ میلادی در شوروی سابق آغاز شد. بعد از مطالعات اولیه، در سال ۱۹۷۵ ساخت آن آغاز شد و اولین پرواز آزمایشی آن در سال ۱۹۸۵ انجام شد. اما برنامه آن به علت کمبود بودجه لغو شد. در حقیقت بودجه بوران به ساخت و توسعه موشک بالستیک قاره‌پیمای مولنیا اختصاص یافت.

## مدل‌های بوران
در کل، چهار مدل مختلف از بوران ساخته شد. دو مدل از آن، هیچ‌گاه تکمیل نشد و دو مدل دیگر، تنها پروازهای آزمایشی داشته‌اند. یکی از این دو مدل، هم‌اکنون در پارک هوا و فضا یا همان مجموعه ودن‌خا در مسکو روی زمین قرار گرفته و دیگری در پایگاه فضایی بایکونور قزاقستان قرار دارد.